# Fayencemanufaktur Lesum

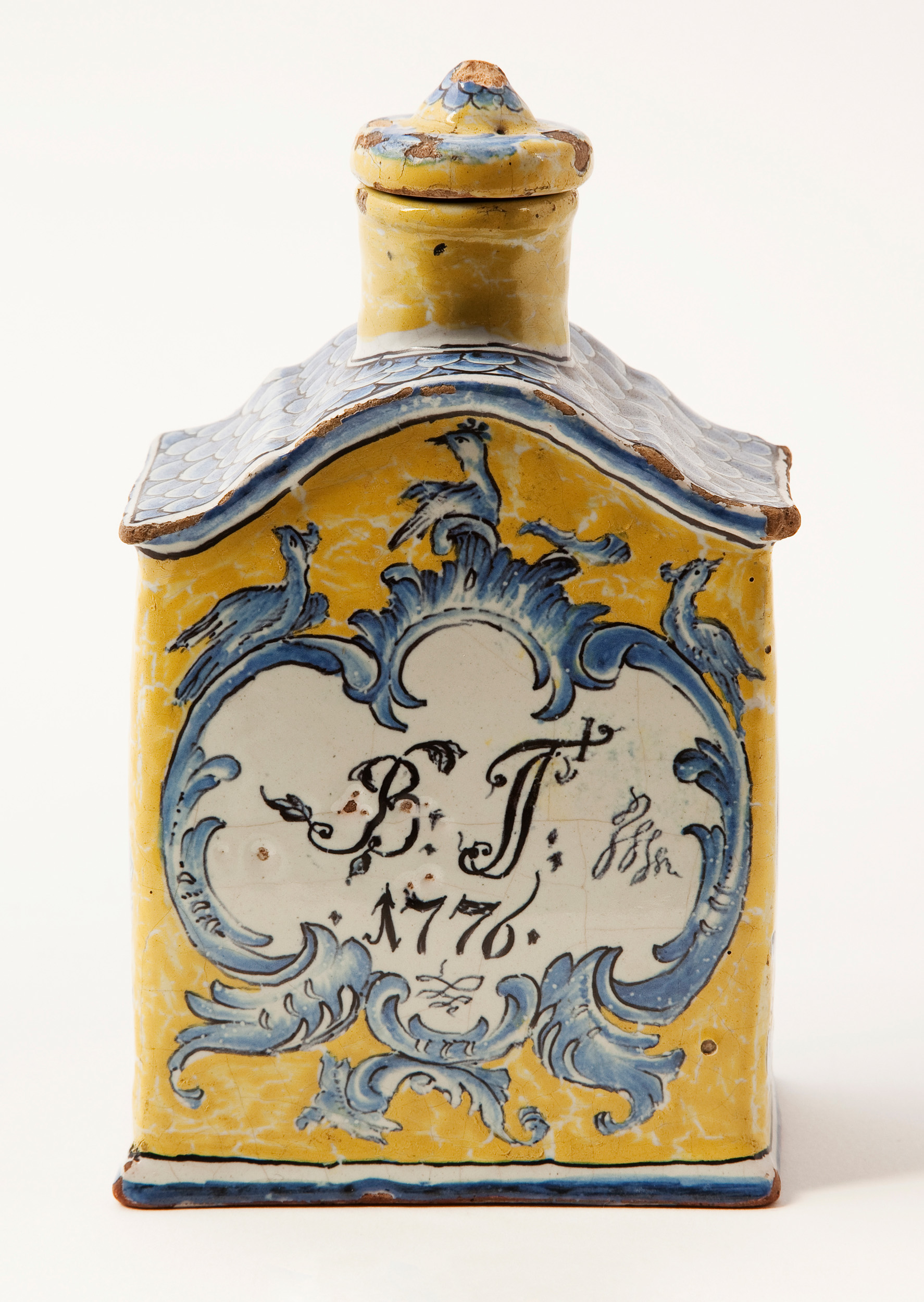
Teedose, Fayence, Lesum, 1776
Focke-Museum Bremen

Die Lesumer Fayencemanufaktur war eine von Johann Christoph Vielstich 1756 gegründete und bis um 1800 betriebene Fabrik für irdene Gefäße und Fayencen im heutigen Bremer Stadtteil Burglesum.

## Geschichte
Vielstich (1722–1800) stammte aus Braunschweig. Er hatte zuvor in Hamburg als Geselle gearbeitet und schon ab 1751 die Fayencemanufaktur Aumund aufgebaut und geleitet, sie aber 1755 verlassen, um im nahegelegenen Lesum eine eigene Pottbäckerei und Fayence-Fabrik zu errichten. Zwischen 1756 und 1758 nahm er zwei Öfen in Betrieb, in denen er allerdings mehr einfaches Gebrauchsgerät aus Ton als Tafelgeschirr aus Fayence brannte. Erst als 1760 das Privileg der Vegesacker Konkurrenz erlosch, florierte das Lesumer Unternehmen einige Jahre. 1766 arbeitete Vielstich mit 7 Gesellen, einem Lehrling und 5 Tagelöhnern. Dann begannen Niedergang und zunehmende Verschuldung. Der Konkurs 1773 zwang Vielstich zur Versteigerung. Sein Schwager, der Müller Tjark Brinkama (1731–1820) in Grohn, erwarb den Betrieb, in dem die Produktion hochwertiger Fayencen eine immer geringere Rolle spielte, auch wenn Vielstich bis zu seinem Tod (12. Januar 1800) weiter dort tätig war.
1981 hat der Bremer Landesarchäologe  anlässlich von Bauarbeiten Bodenuntersuchungen am ehemaligen Standort der Manufaktur vorgenommen. Dabei wurde ein aus Ziegeln aufgebauter Brennofen freigelegt, der später in der Schule Am Mönchshof aufgestellt wurde.

## Lesumer Fayencen

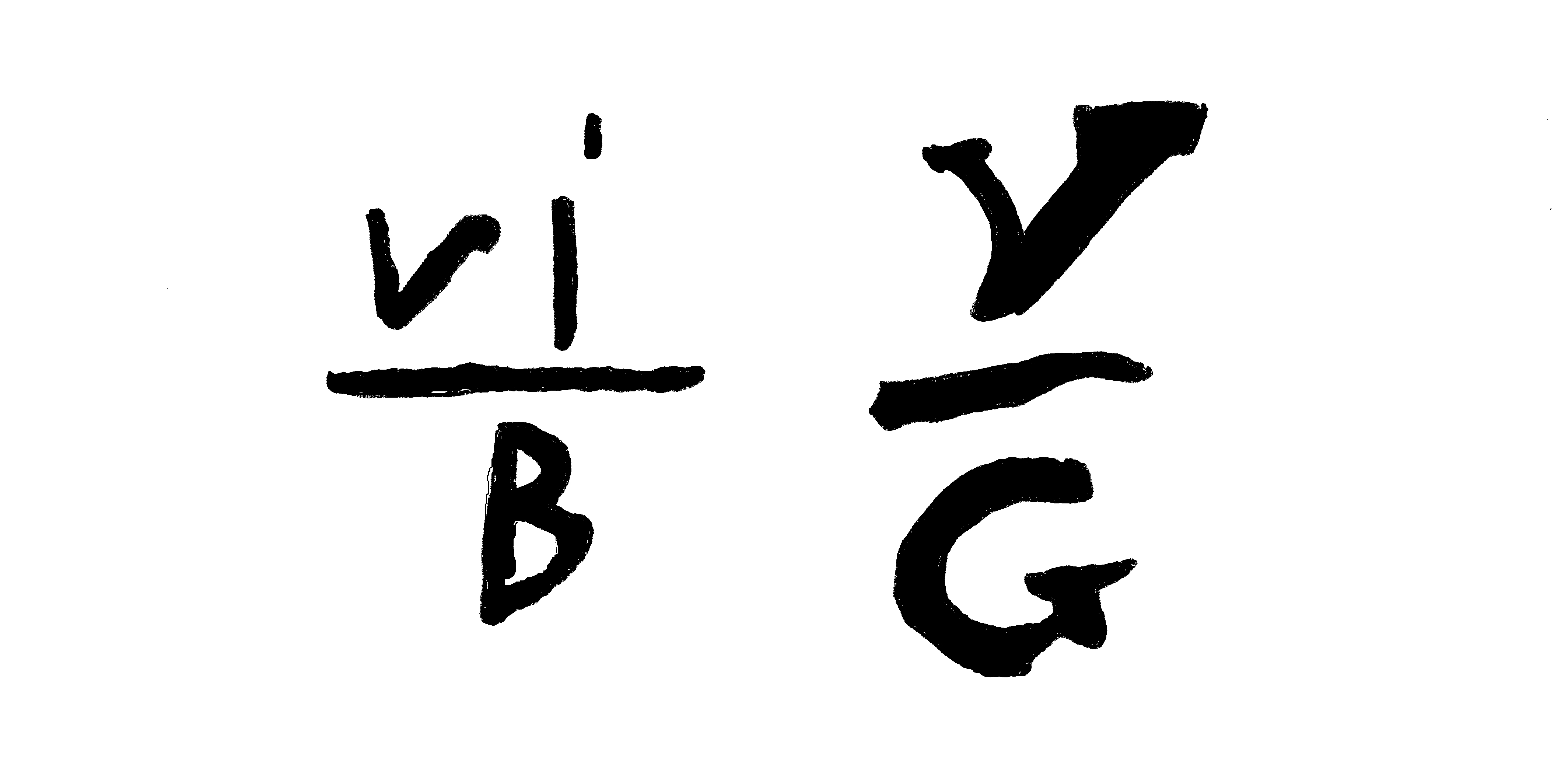
Marken der Lesumer Fayencemanufaktur

Das Angebot der Manufaktur an anspruchsvollem Tischgeschirr umfasste z. B. Deckelterrinen, Schüsseln, Teller, Krüge und zum Teil figürliche Deckeldosen. Die Malerei verwendete durchweg Scharffeuerfarben, doch ist die Glasur (oder der verwendete Ton?) gelegentlich mangelhaft und neigt zum Abspringen. Marken der Manufaktur zeigen ein V oder Vi über einem Querstrich, unter den ein Malerinitial (B, G, E, H, K, L, P, W) gesetzt ist.
Das wohlhabende Publikum in der zweiten Hälfte des 18. Jahrhunderts wandte sich immer mehr dem echten Porzellan zu. So war die Manufaktur gezwungen, ab den 1770er Jahren eher einfach geformte und stereotyp dekorierte Artikel wie Walzenkrüge für weniger zahlungskräftige Käuferschichten zu produzieren. Eine Besonderheit Vielstichs, der seine Gesellenzeit bei einem Hamburger Kacheltöpfer abgeleistet hatte, sind seine hohen Kachelöfen. Von den nachweisbar 30 Öfen haben sich zwei im Focke-Museum und einer im Schönebecker Heimatmuseum erhalten; beide Museen verfügen auch über den größten Bestand an erhaltenen Geschirrteilen aus Lesum.